# 1996 no desporto

## Agenda
- 19 de julho - Começam os XXVI Jogos Olímpicos de Verão em Atlanta.
- 4 de agosto - Terminam os Jogos Olímpicos de Verão, em Atlanta. Portugal conquista uma de ouro e uma medalha de bronze.

## Automobilismo
- 10 de março - Damon Hill vence o GP da Austrália, Melbourne (estreia no calendário da Fórmula 1). Destaque na prova de estreia na categoria, Jacques Villeneuve não venceu-a, porque seu carro apresentou uma queda na pressão de óleo e ele teve que ceder a vitória ao seu companheiro de Williams faltando cinco voltas para o final. O canadense termina em 2º lugar.[1]
- 17 de março - O brasileiro André Ribeiro vence a Rio 400, no circuito oval em formato de trapézio em Jacarepaguá, estreia da etapa brasileira no calendário da Fórmula Indy. Dos oito pilotos brasileiros, sete terminaram a prova e nos pontos: André Ribeiro (vencedor), Christian Fittipaldi (5º), Raul Boesel (7º), Roberto Moreno (9º), Gil de Ferran (10º), Emerson Fittipaldi (11º) e Marco Greco (12º). Apenas Maurício Gugelmin não terminou-a, porque teve problemas de freios e roda.[2]
- 28 de abril - Jacques Villeneuve vence o GP da Europa, Nürburgring, sua primeira vitória na carreira. Quase 15 anos depois, o Segundo Villeneuve volta a vencer na Fórmula 1.[3]
- 19 de maio - Olivier Panis vence o GP de Mônaco, sua única vitória na carreira e a 9ª e última vitóra da Ligier. Apenas o francês, o escocês David Coulthard (2º) e o inglês Johnny Herbert (3º) terminaram a prova. Antes da corrida, no treino de aquecimento, Coulthard percebeu que a viseira de seu capacete estava embaçando e pegou o seu reserva e nada melhorou. O piloto escocês foi até Michael Schumacher, que emprestou o dele para o piloto da McLaren #8.[4]
- 2 de junho - Michael Schumacher vence o GP da Espanha, a 20ª vitória na carreira e a primeira pela Ferrari.[5]
- 28 de julho - André Ribeiro vence a Michigan 500, no superoval de Michigan. A prova foi marcada pelo acidente grave que Emerson Fittipaldi teve provocada por uma manobra do canadense Greg Moore, que tocou a roda traseira esquerda do carro do piloto brasileiro assim que foi dada a largada. Emerson fraturou a sétima vértebra e teve o pulmão esquerdo parcialmente paralisado em decorrência do acidente no superoval.[6]
- 26 de agosto - A McLaren rompe com a Philip Morris, fabricante dos cigarros Marlboro, após 23 anos de parceria e um dos patrocínios mais longevo na Fórmula 1. Para a próxima temporada (1997), a escuderia inglesa fechou acordo com a West, marca de cigarros da empresa alemã Reemtsma.[7]
- 8 de setembro - O norte-americano Jimmy Vasser é campeão da Fórmula Indy.[8]
- 13 de outubro - Damon Hill vence o GP do Japão, sendo campeão mundial da Fórmula 1.  Ele torna-se o primeiro filho de campeão de Fórmula 1 a vencer o campeonato, já que seu pai Graham Hill havia sido campeão em 1962 e 1968. Martin Brundle e Pedro Lamy realizaram a última prova na categoria e a equipe Ligier também a sua última temporada na categoria máxima da velocidade.[9]
- 22 de outubro - Rubens Barrichello é anunciado oficialmente como piloto da escuderia Stewart em 1997. Barrichello fechou acordo com o time de Jackie Stewart por três anos.[10]

## Basquetebol
- 14 de maio - O jogador de basquete norte-americano Magic Johnson anuncia saída definitiva da NBA.[11]
- 1 de junho - Kobe Bryant foi escolhido pelos New Orleans Hornets no draft da NBA.

## Futebol
- 24 de fevereiro - O Vélez Sarsfield da Argentina conquista a Copa Interamericana ao vencer o Sport Cartaginés da Costa Rica por 2 a 0.
- 28 de fevereiro - O Ajax vence o Real Zaragoza (Espanha) por 4 a 0, em Amsterdã, e é campeão da Supercopa da UEFA pela segunda vez. No jogo de ida, em Zaragoza, o clube holandês empatou em 1 a 1.[12]
- 7 de abril - O Grêmio de Porto Alegre vence o Independiente por 4 a 1 em Kobe, no Japão, e é campeão da Recopa Sul-Americana.[13]
- 13 de abril - O Porto vence o Salgueiros por 2 a 0 e torna-se campeão matematicamente da Primeira Liga com quatro rodadas de antecedência. Pela 15ª vez o Dragão é campeão português, porque seus 77 pontos no campeonato não pode ser alcançado pelo Benfica com 64, que empatou em 0 X 0 contra o Campomaiorense.[14]
- 28 de abril - O Milan vence a Fiorentina por 3 a 1 no San Siro, Milão, e sagra-se campeão da Serie A com duas rodadas de antecedência. Pela 15ª vez o time milanês é campeão italiano, porque seus 70 pontos no campeonato não pode ser alcançado pela Juventus com 61, que empatou contra o Roma por 2 a 2 em Roma.[15]
  - O Ajax vence o Willem II por 5 a 1 e torna-se campeão da Eredivisie com uma rodada de antecedência. Pela 26ª vez, o Ajax é campeão holandês, porque seus 82 pontos no campeonato não pode ser superado pelo PSV Eindhoven com 74, que perdeu para o Sparta Rotterdam por 2 a 1.[16]
- 5 de maio - O Manchester United vence o Middlesbrough fora de casa no Riverside Stadium por 3 a 0, e torna-se campeão inglês (Premier League) pela décima vez.[17]
- 11 de maio - O Borussia Dortmund empata em 2 a 2 com o Munique 1860 e torna-se campeão da Bundesliga com uma rodada de antecedência. Pela quinta vez o time de Dortmund é campeão alemão, porque seus 65 pontos no campeonato não pode ser superado pelo Bayern de Munique com 61 (perdeu para o Schalke 04 em 2 a 1).[18]
  - O Auxerre empata com o Guingamp por 1 a 1 e sagra-se campeão da Ligue 1 com uma rodada de antecedência. É o inédito título do Auxerre, porque seus 69 pontos no campeonato não pode ser superado pelos seus dois concorrentes: Paris Saint-Germain com 65 (empatou com o Bordeaux em 2 a 2) e pelo Metz que manteve 65 pontos (perdeu para o Nantes em 1 a 0).[19][20]
- 15 de maio - O Bayern de Munique vence o Bordeaux por 3 a 1 em Bordeaux, e é campeão da Europa League pela primeira vez. No jogo de ida, em Munique, o Gigante da Baviera venceu por 2 a 0.[21]
- 22 de maio - A Juventus vence o Ajax por 4 a 2 nos pênaltis (1 a 1 no tempo normal) e é campeã da Liga dos Campeões da Europa pela segunda vez.[22]
- 25 de maio - O Atlético de Madrid vence o Albacete por 2 a 0 e torna-se campeão da La Liga (campeonato espanhol) pela nova vez. O time madrilenho terminou o campeonato com 4 pontos de vantagem sobre o Valencia, que empatou em 1 a 1 contra o Celta de Vigo.[23]
- 31 de maio – A FIFA anuncia que Japão e Coreia do Sul serão os países-sede da Copa do Mundo de 2002.[24]
- 2 de junho - O Palmeiras vence o Santos por 2 a 0 no Palestra Itália, e torna-se campeão paulista pela 21ª vez com uma rodada de antecedência. O Alviverde foi campeão no primeiro e segundo turno sem a necessidade do quadrangular final. O Palmeiras completou 80 pontos nos dois turnos, com 92% de aproveitamento nos pontos.[25]
- 19 de junho - O Cruzeiro vence o Palmeiras por 2 a 1 no Palestra Itália e sagra-se campeão da Copa do Brasil pela segunda vez. No jogo de ida, no Mineirão, a Raposa empatou em 1 a 1.[26]
- 26 de junho - O River Plate vence o América de Cali por 2 a 0 no Monumental de Núñez e torna-se campeão da Libertadores da América pela segunda vez. No jogo de ida, em Cáli, o El Millonario perdeu por 1 a 0.[27]
- 30 de junho - O Flamengo empata com o Vasco da Gama por 0 a 0 e é campeão carioca. Com o resultado, o time venceu o segundo turno (Taça Rio) e, como havia ganho também o primeiro (Taça Guanabara), o Rubro Negro fica com a taça pela 13ª vez e pela quarta vez é campeão de forma invicta.[28]
- 31 de julho - Com o gol de ouro aos 3 minutos do primeiro tempo da prorrogação, a Nigéria vence o Brasil por 4 a 3 (3 a 3 no tempo normal) e vai disputar pela primeira vez a medalha de ouro olímpica no futebol masculino.[29]
- 1 de agosto - Os Estados Unidos vence a China por 2 a 1 e fatura o ouro olímpico no futebol feminino e na disputa pelo bronze, o Brasil perdeu para a Noruega por 2 a 0. O futebol marca a estreia para as mulheres nos jogos olímpicos[30]
- 2 de agosto - Brasil vence Portugal por 5 a 0 e fica com a medalha de bronze.[31]
- 3 de agosto - A Nigéria vence a Argentina por 3 a 2 (2 a 2 no tempo normal e 1 a 0 na prorrogação) e conquista pela primeira vez a medalha de ouro no futebol masculino e também a primeira do continente africano no torneio.[32]
- 26 de novembro - A Juventus vence o River Plate por 1 a 0 e sagra-se campeã da copa intercontinental pela segunda vez.[33][34]
- 4 de dezembro - O Vélez Sarsfield vence o Cruzeiro por 2 a 0 no Estádio José Amalfitani, Argentina, e torna-se campeão na Supercopa Libertadores da América. No jogo de ida, no Mineirão, El Fortín venceu por 1 a 0.
- 15 de dezembro - O Grêmio vence a Portuguesa por 2 a 0 no Olímpico tornando-se campeão brasileiro pela segunda vez. No jogo de ida, o Tricolor Gaúcho perdeu por 2 a 0 no Morumbi.[35]

## Voleibol
- 27 de julho - A dupla brasileira Jacqueline e Sandra vence as compatriotas Mônica e Adriana por 2 a 0 (12/11 e 11/6) na final olímpica do vôlei de praia. A modalidade marca a estreia nos jogos olímpicos.[36]
- 3 de agosto - O Brasil vence a Rússia por 3 a 2 (15/13, 4/15, 16/14, 8/15 e 15/13) e fatura o bronze no voleibol feminino, a primeira medalha das mulheres nesse esporte.[37]
- 29 de setembro – O Brasil vence Rússia por 3 a 2 (13/15, 12/15, 15/6, 15/2 e 16/14) e é campeã do Grand Prix de Voleibol feminino pela segunda vez.[38]

## Nascimentos
| Data            | Nome                     | Profissão                | Nacionalidade        | Observações | Ref    |
| --------------- | ------------------------ | ------------------------ | -------------------- | ----------- | ------ |
| 1 de janeiro    | Mahmoud Dahoud           | Futebolista              | Alemanha             |             |        |
| 1 de janeiro    | Andreas Pereira          | Futebolista              | Brasil               |             |        |
| 1 de janeiro    | Mathias Jensen           | Futebolista              | Dinamarca            |             |        |
| 6 de janeiro    | Rafael Matos             | Tenista                  | Brasil               |             |        |
| 8 de janeiro    | Lorenne Teixeira         | Vôleibolista             | Brasil               |             |        |
| 11 de janeiro   | Leroy Sané               | Futebolista              | Alemanha             |             |        |
| 12 de janeiro   | Vitória Rosa             | Velocista                | Brasil               |             |        |
| 18 de janeiro   | Ivo Grbić                | Futebolista              | Croácia              |             |        |
| 19 de janeiro   | Jakub Jankto             | Futebolista              | Chéquia              |             |        |
| 21 de janeiro   | Marco Asensio            | Futebolista              | Espanha              |             |        |
| 22 de janeiro   | Iddrisu Baba             | Futebolista              | Gana                 |             |        |
| 23 de janeiro   | Loftus-Cheek             | Futebolista              | Inglaterra           |             |        |
| 24 de janeiro   | Patrik Schick            | Futebolista              | Chéquia              |             |        |
| 26 de janeiro   | Hwang Hee-chan           | Futebolista              | Coreia do Sul        |             |        |
| 26 de janeiro   | Zakaria Bakkali          | Futebolista              | Bélgica              |             |        |
| 2 de fevereiro  | João Oliva               | Ginete                   | Brasil               |             |        |
| 5 de fevereiro  | Stina Blackstenius       | Futebolista              | Suécia               |             |        |
| 7 de fevereiro  | Pierre Gasly             | Piloto                   | França               |             |        |
| 8 de fevereiro  | Isadora Williams         | Patinadora Artística     | Brasil               |             |        |
| 8 de fevereiro  | Kenedy                   | Futebolista              | Brasil               |             |        |
| 10 de fevereiro | Brianna Throssell        | Nadadora                 | Austrália            |             |        |
| 11 de fevereiro | Jonathan Tah             | Futebolista              | Alemanha             |             |        |
| 13 de fevereiro | Arthur Lanci             | Vôleibolista de praia    | Brasil               |             |        |
| 14 de fevereiro | Lucas Hernández          | Futebolista              | França               |             |        |
| 15 de fevereiro | Nemanja Radonjić         | Futebolista              | Sérvia               |             |        |
| 22 de fevereiro | Jennyfer Marques Parinos | Mesa-tenista Paralímpica | Brasil               |             |        |
| 28 de fevereiro | Karsten Warholm          | Velocista                | Noruega              |             |        |
| 1 de março      | Leonardo Gonçalves       | Judoca                   | Brasil               |             |        |
| 1 de março      | Sadegh Moharrami         | Futebolista              | Irão                 |             |        |
| 6 de março      | Timo Werner              | Futebolista              | Alemanha             |             |        |
| 8 de março      | Daniel-Kofi Kyereh       | Futebolista              | Gana                 |             |        |
| 10 de março     | Ali Gholizadeh           | Futebolista              | Irão                 |             |        |
| 12 de março     | Daniel Tavares Martins   | Atleta Paralímpico       | Brasil               |             |        |
| 13 de março     | Ana Sátila               | Canoísta                 | Brasil               |             |        |
| 13 de março     | Eva Mori                 | Voleibolista             | Eslovênia            |             |        |
| 15 de março     | Vittória Lopes           | Triatleta                | Brasil               |             |        |
| 17 de março     | Brendan Galloway         | Futebolista              | Inglaterra           |             |        |
| 23 de março     | Alexander Albon          | Piloto                   | Tailândia            |             |        |
| 28 de março     | Phiona Mutesi            | enxadrista               | Uganda               |             |        |
| 28 de março     | Benjamin Pavard          | Futebolista              | França               |             |        |
| 30 de março     | Nayef Aguerd             | Futebolista              | Marrocos             |             |        |
| 1 de abril      | Murilo Peres             | Skatista                 | Brasil               |             |        |
| 2 de abril      | André Onana              | Futebolista              | Camarões             |             |        |
| 7 de abril      | Michael Estrada          | Futebolista              | Equador              |             |        |
| 8 de abril      | Anna Korakaki            | Atiradora                | Grécia               |             |        |
| 9 de abril      | Giovani Lo Celso         | Futebolista              | Argentina            |             |        |
| 10 de abril     | Andreas Christensen      | Futebolista              | Dinamarca            |             |        |
| 11 de abril     | Dele Alli                | Futebolista              | Inglaterra           |             |        |
| 12 de abril     | Jan Bednarek             | Futebolista              | Polónia              |             |        |
| 13 de abril     | Jucielen Romeu           | boxeadora                | Brasil               |             |        |
| 18 de abril     | Denzel Dumfries          | Futebolista              | Países Baixos        |             |        |
| 19 de abril     | Manuel Capasso           | Futebolista              | Argentina            |             |        |
| 23 de abril     | Álex Márquez             | Motociclista             | Espanha              |             |        |
| 2 de maio       | Julian Brandt            | Futebolista              | Alemanha             |             |        |
| 3 de maio       | Sašo Štalekar            | Vôleibolista             | Eslovênia            |             |        |
| 3 de maio       | Alex Iwobi               | Futebolista              | Nigéria              |             |        |
| 4 de maio       | Gabriel Santos           | Nadador                  | Brasil               |             |        |
| 4 de maio       | Abdou Diallo             | Futebolista              | Senegal              |             |        |
| 7 de maio       | Ingrid de Oliveira       | Saltadora                | Brasil               |             |        |
| 9 de maio       | Tatiana Weston-Webb      | Surfista                 | Brasil               |             |        |
| 12 de maio      | Kostas Tsimikas          | Futebolista              | Grécia               |             |        |
| 18 de maio      | Yago Dora                | Surfista                 | Brasil               |             |        |
| 22 de maio      | Eleanor Patterson        | Atleta                   | Austrália            |             |        |
| 26 de maio      | Daniel Muñoz             | Futebolista              | Colômbia             |             |        |
| 30 de maio      | Beatriz Haddad Maia      | Tenista                  | Brasil               |             |        |
| 31 de maio      | Simone Scuffet           | Futebolista              | Itália               |             |        |
| 31 de maio      | Joachim Andersen         | Futebolista              | Dinamarca            |             |        |
| 2 de junho      | Verônica Hipólito        | Atleta Paralímpica       | Brasil               |             |        |
| 12 de junho     | James Léa Siliki         | Futebolista              | França Camarões      |             |        |
| 13 de junho     | Kingsley Coman           | Futebolista              | França               |             |        |
| 18 de junho     | Alen Halilovic           | Futebolista              | Croácia              |             |        |
| 18 de junho     | Ângelo Assumpção         | Ginastica Artística      | Brasil               |             |        |
| 20 de junho     | Majid Hosseini           | Futebolista              | Irão                 |             |        |
| 22 de junho     | Hugo Calderano           | Mesa-tenista             | Brasil               |             |        |
| 22 de junho     | Rodri                    | Futebolista              | Espanha              |             |        |
| 25 de junho     | Pietro Fittipaldi        | Automobilista            | Brasil               |             |        |
| 25 de junho     | Mohamed Dräger           | Futebolista              | Suíça                |             |        |
| 28 de junho     | Demarai Gray             | Futebolista              | Inglaterra           |             |        |
| 29 de junho     | Viviane Jungblut         | Nadadora                 | Brasil               |             |        |
| 5 de julho      | Ajdin Hrustic            | Futebolista              | Austrália            |             |        |
| 11 de julho     | Andrija Zivkovic         | Futebolista              | Sérvia               |             |        |
| 12 de julho     | Wanna Brito              | Atleta Paralímpica       | Brasil               |             |        |
| 20 de julho     | Ben Simmons              | Basquetebolista          | Austrália            |             |        |
| 22 de julho     | Rafael Souza da Silva    | Bobsleigh                | Brasil               |             |        |
| 2 de agosto     | Izabela da Silva         | Atleta                   | Brasil               |             |        |
| 5 de agosto     | Daichi Kamada            | Futebolista              | Japão                |             |        |
| 12 de agosto    | Arthur                   | Futebolista              | Brasil               |             |        |
| 14 de agosto    | Maxi Gómez               | Futebolista              | Uruguai              |             |        |
| 19 de agosto    | Almoez Ali               | Futebolista              | Catar                |             |        |
| 21 de agosto    | Sofyan Amrabat           | Futebolista              | Marrocos             |             |        |
| 22 de agosto    | Ingrid Gamarra Martins   | Tenista                  | Brasil               |             |        |
| 30 de agosto    | Gabigol                  | Futebolista              | Brasil               |             |        |
| 8 de Setembro   | Samy Mmaee               | Futebolista              | Marrocos             |             |        |
| 8 de Setembro   | Joe Wollacott            | Futebolista              | Gana                 |             |        |
| 10 de setembro  | Abner Teixeira           | Boxeador                 | Brasil               |             |        |
| 11 de setembro  | Brayelin Martínez        | Vôleibolista             | República Dominicana |             |        |
| 12 de setembro  | George Wanderley         | Vôleibolista De praia    | Brasil               |             |        |
| 17 de setembro  | Esteban Ocon             | Piloto                   | França               |             |        |
| 17 de Setembro  | Duje Ćaleta-Car          | Futebolista              | Croácia              |             |        |
| 21 de Setembro  | Thilo Kehrer             | Futebolista              | Alemanha             |             |        |
| 22 de setembro  | Anthoine Hubert          | Piloto                   | França               | m. 2019     | [ 39 ] |
| 24 de setembro  | Amanda Schott            | Halterofilista           | Brasil               |             |        |
| 26 de Setembro  | Bruna de Paula           | Handebolista             | Brasil               |             |        |
| 30 de Setembro  | Nico Elvedi              | Futebolista              | Suíça                |             |        |
| 1 de outubro    | Saeid Ezatolahi          | Futebolista              | Irão                 |             |        |
| 3 de outubro    | Kelechi Iheanacho        | Futebolista              | Nigéria              |             |        |
| 12 de outubro   | Riechedly Bazoer         | Futebolista              | Países Baixos        |             |        |
| 17 de outubro   | Juliana Campos           | atleta                   | Brasil               |             |        |
| 19 de outubro   | Mattia Bais              | Ciclista                 | Itália               |             |        |
| 22 de outubro   | Assim Madibo             | Futebolista              | Catar                |             |        |
| 15 de Novembro  | Selim Amallah            | Futebolista              | Marrocos             |             |        |
| 16 de novembro  | Boulaye Dia              | Futebolista              | Senegal              |             |        |
| 18 de novembro  | Akram Afif               | Futebolista              | Catar                |             |        |
| 19 de novembro  | Manoel Messias           | Triatleta                | Brasil               |             |        |
| 20 de novembro  | Denis Zakaria            | Futebolista              | Suíça                |             |        |
| 24 de novembro  | Ygor Coelho              | Badminton                | Brasil               |             |        |
| 28 de novembro  | Abdelhamid Sabiri        | Futebolista              | Marrocos             |             |        |
| 29 de novembro  | Gonçalo Guedes           | Futebolista              | Portugal             |             |        |
| 4 de dezembro   | Diogo Jota               | Futebolista              | Portugal             |             |        |
| 13 de dezembro  | Aïssa Laïdouni           | Futebolista              | Tunísia França       |             |        |
| 14 de dezembro  | Raphinha                 | Futebolista              | Brasil               |             |        |
| 18 de dezembro  | Petrúcio Ferreira        | Atleta Paralímpico       | Brasil               |             |        |
| 19 de dezembro  | Manoel Messias           | Triatleta                | Brasil               |             |        |
| 21 de dezembro  | Yuan Xinyue              | Volêibolista             | China                |             |        |
| 21 de dezembro  | Stephen Eustáquio        | Futebolista              | Canadá               |             |        |

## Mortes
| Data            | Nome                      | Profissão                        | Nacionalidade   | Observações | Ref |
| --------------- | ------------------------- | -------------------------------- | --------------- | ----------- | --- |
| 11 de fevereiro | Quarentinha               | futebolista                      | Brasil          | n. 1933     |     |
| 20 de fevereiro | Antônio Bióca             | dirigente desportivo             | Brasil          | n. 1894     |     |
| 23 de fevereiro | Helmut Schön              | futebolista e técnico de futebol | Alemanha        | n. 1915     |     |
| 11 de maio      | Ademir Marques de Menezes | futebolista                      | Brasil          | n. 1922     |     |
| 17 de maio      | Scott Brayton             | piloto de automobilismo          | Estados Unidos  | n. 1959     |     |
| 1 de julho      | Cláudio Kano              | mesa-tenista                     | Brasil          | n. 1965     |     |
| 13 de julho     | Karen Simensen            | patinadora artística             | Noruega         | n. 1907     |     |
| 14 de julho     | Jeff Krosnoff             | piloto de automobilismo          | Estados Unidos  | n. 1964     |     |
| 20 de julho     | František Plánička        | goleiro da Seleção Tchecoslovaca | Áustria-Hungria | n. 1904     |     |
| 2 de agosto     | Obdulio Varela            | futebolista                      | Uruguai         | n. 1917     |     |
| 4 de outubro    | Silvio Piola              | futebolista                      | Itália          | n. 1913     |     |
| 12 de outubro   | René Lacoste              | tenista e empresário             | França          | n. 1904     |     |